# Distrito de Ibi
Ibi (揖斐郡, Ibi-gun) é um distrito japonês localizado na província de Gifu.
Em 2008 o distrito tinha uma população estimada em 73 836 habitantes e uma densidade populacional de 84,2 h/km². Tem uma área total de 876,65 km².

## Vilas e aldeias
- Ibigawa
- Ikeda
- Ōno